# District de Central Hawke's Bay

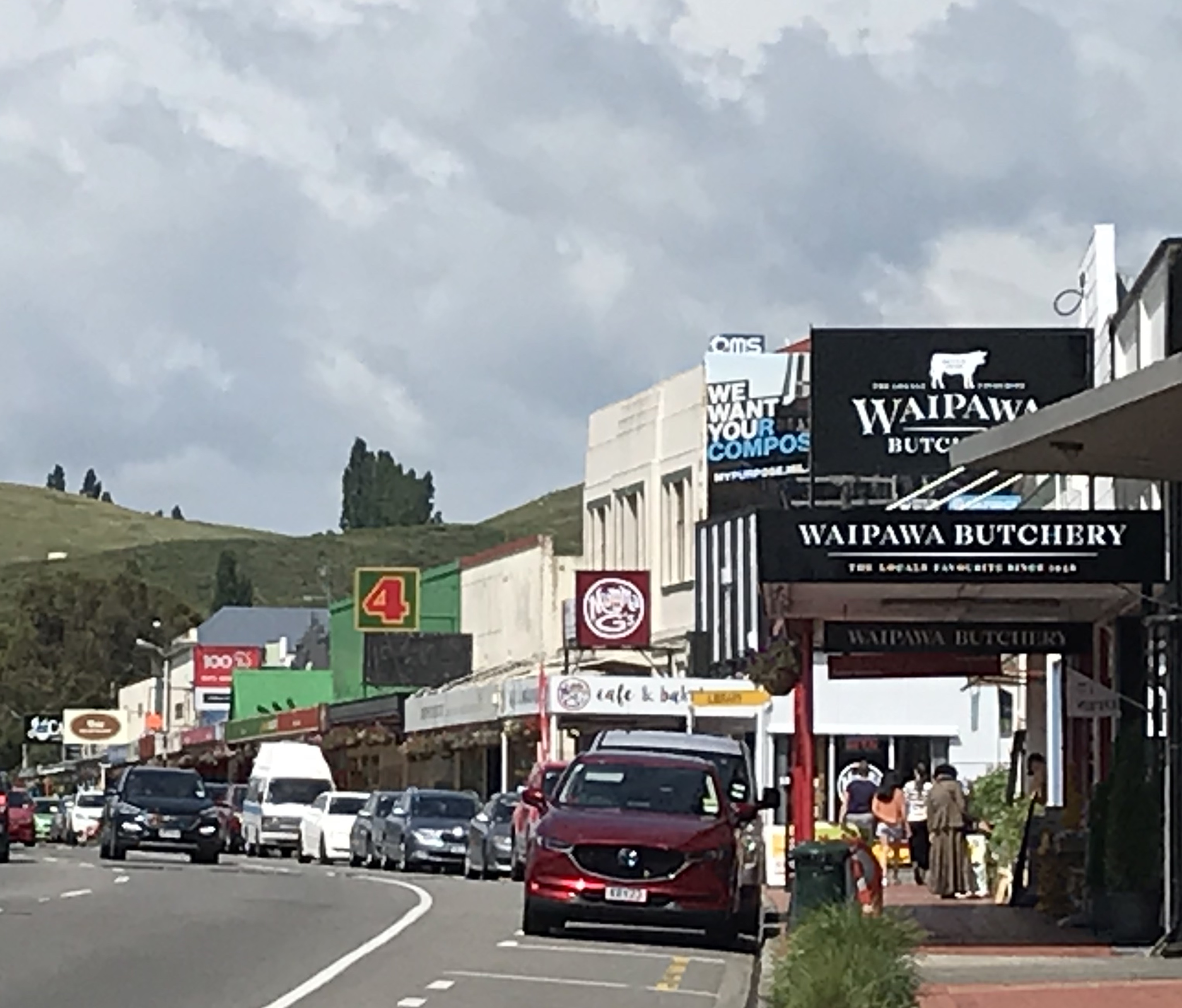
Waipawa, seconde plus grande ville du district de Central Hawke's Bay.

Le district de Central Hawke's Bay est situé dans la région de Hawke's Bay, dans l'île du Nord de la Nouvelle-Zélande. Elle s'étend sur 3 327,92 km2, de Pukehou au nord à Takapau au sud et des monts Ruahine à l'ouest à l'océan Pacifique à l'est. Le recensement de 2006 y a compté 12 954 habitants.
Il y a deux établissements principaux dans le district, Waipukurau et Waipawa, et plusieurs villages (dont Elsthorpe, Otane, Takapau, Tikokino et Ongaonga). Le district est divisé en deux wards : Aramoana/Ruahine et Ruataniwha.
La State Highway 2 passe par le centre du district, allant à Palmerston North (à 108 km) et la Wairarapa au sud, et à Hastings (50 km) et Napier au nord. La ligne ferroviaire Palmerston North-Gisborne passe par le district, qui contient un arrêt (Waipukurau) ; cette ligne est liée à celle de la Wairarapa à Woodville, et passe par la gorge Manawatu pour aller à Palmerston North.
Il y a quatre marae dans le district, un dans chacun de ses coins : à Pukehou, Kairakau, Porangahau et Takapau.